# Главані
Глава́ні — село Арцизької міської громади в Болградському районі Одеської області в Україні. Населення становить 1989 осіб (2025).

## Географія
Село Главані розташоване в південно-західній частині колишнього Арцизького району, на березі річки Аліяга, за 25 км від районного центру, за 180 км від обласного центру м. Одеси та за 2 км від залізничної станції Главані.

## Назва
Звідки походить назва села Главан Старозагорського округу документально невідомо. Залишилися лише легенди і одна з них така: Одного разу болгари з села Главані, що в Болгарії, побилися з ромами (цигани) і в цій бійці був убитий один циган. Це стало приводом для проведення публічного суду. На суді зібралася велика юрба циган і вимагала від судді рішення «кров за кров». Суддя, бачачи таку ситуацію, запросив з боку болгар представника, щоб він допоміг справедливо вирішити цей спір.
Коли прийшов болгарський представник, він запитав у судді: що за причина в зборі такого великого числа людей і в основному ромського походження. Суддя пояснив причину збору. Болгарин постояв, подумав і сказав: «Шановний суддя, коли голосували за закони, там говорилося, що один убитий турок вартий трьох болгар і шести циган». У відповідь суддя сказав болгарину, що він вірно каже, що турецька нація — велика нація. Болгарський представник тут же продовжив: «Якщо вбити одного болгарина, то виходить, що він стоїть голови двох циган».
Коли суддя розібрався до чого хилить болгарин, він звернувся до натовпу циган з питанням: «Хто з вас хоче бути вбитим, щоб виповнилося ваше бажання кров за кров?». Після цих слів цигани всім натовпом розвернулися і пішли.
Тоді суддя підійшов до болгарського представнику і, показуючи на свою голову, запитав його: «Що це?» Болгарин, не замислюючись, відповів: «Голова». Тут же суддя сказав: «З цих пір ваше село носитиме назву Главан».

## Історія
Село Главані засноване в 1830 році вихідцями з с. Глава Старозагорського округу Болгарії. За даними М. Д. Дихана село заснували 84 сімейства з 335 душ.
Навколо Главані лежали цілинні землі, тому землеволодіння (виноградарство і вирощування зернових культур), скотарство і вівчарство стали основними галузями господарства переселенців, дані галузі розвиваються і в даний час.
Протягом усього XIX століття і першої половини XX ст. жителі самі забезпечували себе усім необхідним. Вони займалися ткацтвом, виробленням овчини, шкур. На ручних верстатах жінки ткали з вовняної пряжі домашні грубі і напівгруба сукна.
Ще однією особливістю розвитку села була наявність в цій місцевості багатих покладів каменю-черепашника. Завдяки главанському каменю, у Главані та сусідніх селах широко поширилося будівництво з каменю, яке триває і досі.
Одним з найважливіших моментів в житті бессарабських болгарських сіл було будівництво культових споруд — молитовних будинків, церков, монастирів. Церква завжди відігравала помітну роль у духовному житті болгар, зокрема переселенців. Саме церква допомогла багатостраждальному болгарському народу знайти в собі сили вистояти проти турецьких поневолювачів. Завдяки церкві, подвижництву й героїзму її найкращих представників, болгарський народ зберіг свою мову і свою самобутність. Разом з переселенцями в далекий необжитий край слідували і багато священиків, вони разом з людьми переживали всі тяготи і злигодні. Саме від священиків вони дізнавалися про ті землі, куди вони переселялися. Переселення Главанці очолили два священики батько та син Стефан і Михайло Кіранови.

## Сьогодення
У 2000 році школа була перейменована і стала називатися Главанська загальноосвітня школа I—III ступенів, навчання в ній ведеться російською мовою, учні також вивчають українську, болгарську та англійську мови.
У селі є 2 спортзали і стадіон, 2 бібліотеки, відділення пошти та зв'язку, дитсадок на 75 дітей. Будинок культури розрахований на 600 посадочних місць, лікарська амбулаторія, аптека.
4 великих сільськогосподарських підприємств, Главанський завод будівельних матеріалів, залізнична станція, газова установка, ветлікарня, 23 торгових точок, хлібопекарня, інкубатор.
У центрі села з 1881 року височіє Свято-Вознесенська церква. В'їзд у село прикрашає колодязь «Лелека».
12 червня 2020 року, відповідно до Розпорядження Кабінету Міністрів України від № 724-р «Про визначення адміністративних центрів та затвердження територій територіальних громад Одеської області», увійшло до складу Арцизької міської територіальної громади.
19 липня 2020 року, в результаті адміністративно-територіальної реформи і ліквідації Арцизького району, село увійшло до складу новоутвореного Болградського району.
22 травня 2025 року в Главанському ліцеї вдбулося урочисте відкриття Алеї Слави на честь загиблих Героїв-земляків, які захищали незалежність, суверенітет і територіальну цілісність України.

## Населення
Згідно з переписом 1989 року населення села становило 2880 осіб, з яких 1404 чоловіки та 1476 жінок.
За переписом населення 2001 року в селі мешкали 2503 особи.

### Мова
Розподіл населення за рідною мовою за даними перепису 2001 року:
| Мова       | Відсоток |
| ---------- | -------- |
| болгарська | 91,59 %  |
| російська  | 4,22 %   |
| українська | 2,67 %   |
| молдовська | 1,2 %    |
| гагаузька  | 0,16 %   |
| румунська  | 0,04 %   |

## Герб і прапор
На синьому полі з золотою мурованою хвилястою базою срібна з золотими хрестом і сходами православна церква, яка супроводжується обабіч двома золотими гронами винограду з листям. База має зверху синю хвилясту внутрішню облямівку. Щит розміщений у золотому картуші та увінчаний золотою сільською короною.

### Символіка
Свято — Вознесенська церква є символом віри та духовності, яка була збудована на кошти главанских переселенців. Два гроно винограду символізують перших поселенців, двох священиків батька та сина Стефана та Михайла Киранових, які очолювали переселення болгарських главанців. Виноградне гроно, також, вказує на поширення виноградарства у селі та є символом родючості та багатства. Мурована база символізує кар'єри з видобутку каміння-черепашника. Синя хвиляста стрічка символізує річку Аліягу, на березі якої розташувалось село.
Золотий колір є символом багатства, благородства, достатку. Срібний символізує чистоту та невинність. Лазуровий символізує красу, гідність, добро. Герб розміщений у золотому картуші, який рекомендований Українським геральдичним товариством, та прикрашений сільською короною, яка вказує на статус села. Знизу на картуші рік заснування села, прикрашений знизу синьою стрічкою з назвою села золотими літерами.

## Відомі люди
- Йона Тукусер — українсько-болгарська художниця.
- Гранчар Микола Петрович  — український військовик, учасник російсько-української війни[8].